# 佛教戒律
佛教戒律，通常指毘奈耶，廣義上尚指最初的尸羅、出家眾的學處、波羅提木叉、不同部派僧團各自的犍度、不同犍度形成的毗奈耶等等。对于修習佛法，嚴謹遵守戒律有着绝對的重要性；对研究佛教思想，亦有着深刻而不可替代的意义。
有關戒律規定與解釋的佛教經典的匯總，稱為律藏，与“经”和“论”合称“三藏”。專門學習戒律的佛教僧侶稱為律師，以戒律研習為主的宗派稱為律宗。

## 釋義
漢語在翻譯佛典時，將以下幾個梵文名詞都翻譯成戒律，但是這幾個名詞在意義上有所不同：
1. 師羅或羅（梵語：śīla），也譯為戒，
2. 學處，
3. 波羅提木叉，
4. 犍度，
5. 毗奈耶（梵語：vinaya），簡稱為戒，也譯為律。

## 概述
釋迦牟尼佛最初教導弟子達到涅槃的三無漏學中，以尸羅為一切修行的基礎。尸羅可以被粗略分成五戒與十善，它包涵了一切應防止的惡行，以及應該遵行的善行，是所有佛教弟子應該追求的方向。但尸羅本身沒有強制力，佛陀鼓勵每個人根據自己的能力、環境與判斷，去盡可能的遵守它們。
隨著僧團人數的增加，佛陀開始為出家眾，制定一些共同生活的準則，這稱為學處。學處包涵了一切出家僧侶應注意的事項，在飲食行為上都有所規定。學處在僧團之中口耳相傳，僧團成員將學處中，一些最重要的規定，集結成頌偈，在布薩時宣讀，提醒僧侶不能忘記。這些重要的學處，稱為波羅提木叉，上座比丘必須擔負起責任，教導新進的比丘。不遵守波羅提木叉的僧侶，僧團依情節輕重做出處份，輕的可以在大眾前懺悔，重的則要逐出僧團。在釋迦牟尼過世前，他鼓勵僧團所有成員，都應該以波羅提木叉為師。
犍度的內容，主要是上座比丘對於學處的意見與心得，以及針對各個不同事件的僧團判決結果，分門別類的收集一處。在第二集結後，因為對戒律的不同見解，造成佛教部派分裂，不同部派的僧團，各自擁有自己的犍度。為了解決這些意見上的分歧，僧團中專心於持戒的僧侶，於是將不同的犍度收集起來，一一進行分析與討論，最終形成了毗奈耶。不同的部派擁有自己的毗奈耶，形成了律藏。

## 歷史
一開始建立僧團的時候没什么具体的戒律，许多年后佛教壮大了，很多教徒变得懒惰甚至贪婪，于是佛陀就规定戒律，并要求佛教徒必须遵守教律。据《四分律》说：佛陀最初制定戒律是为了“故诸弟子疲厌，是以法不久住。”。如果佛陀认为他的那个弟子做了错事，佛陀就将这一条定为律条。称之为：“随犯随制”，因此律藏中的每一条戒律，都有其因缘及时空背景，其内容也因应对象而有分別。
佛陀制戒的佛陀在结戒之初，曾宣说制戒的十大利益，其中包括：
- 1.攝取於僧：藉和合清淨的僧團來攝受僧眾。
- 2.僧歡喜：使僧團大眾能和合相處。
- 3.令僧安樂：使修行梵行者能安住於佛法之中。
- 4.令未信者信：使未生信心的人生起信心。
- 5.已信者令增長：使已生信心的弟子更加堅定。
- 6.難調者令調順：以戒法來調伏個性頑劣的眾生。
- 7.慚愧者得安樂：因自覺而反省懺悔，立願修正後，內心清淨快樂。
- 8.斷現在有漏：使僧眾言行有所規範，斷除現在煩惱。
- 9.斷未來有漏：使僧眾斷除現在煩惱後，產生定力，能除未來世的煩惱。
- 10.正法得久住：使正法得以久住，佛法得以長存。

隨著釋迦牟尼的涅槃，僧團的領導者大迦葉，擔心僧團成員因為懈怠而任意妄為，他召開了佛教史上的第一次集結。在第一次集結中，最重要的決議，就是由優波離尊者主持，將波羅提木叉集結出來，形成戒經。在此次集結中，大迦葉主張，佛陀制定的一切學處都應該遵守不改，但是阿難根據釋迦牟尼的遺命：「自今日始，聽諸比丘捨小小戒」，主張「小小戒可捨」，最終大迦葉的意見主導了此次集結。在王舍城集結結束後，富蘭那尊者從印度南方遊行回來，對於集結的內容提出異議，最終，富蘭那尊者的異議也被記錄下來，形成犍度的開端，富蘭那尊者是耶舍四友之一，不是說法第一的富楼那尊者，因为他在印度西部传播佛法的时候就已经比佛陀早圆寂。
部派佛教律藏《四分律》、《十诵律》、《五分律》、《摩诃僧祇律》等详细地阐述了部派佛教的戒律。但因年代、历史语言等问题，学者对佛教戒律的认识、研究等和佛教徒不相同。
今日的佛教僧團，南傳佛教遵循《巴利律藏》；漢傳佛教曾盛行《摩訶僧祇律》和《十誦律》，唐朝以後遵循《四分律》並兼受源自《大乘梵網經》或《菩薩地持經》的菩薩戒；藏傳佛教則遵循《根本說一切有部毘奈耶》，其菩薩戒傳承源自《虛空藏菩薩經》和《瑜伽師地論·菩薩地戒品》。修持密法者，無論唐密或藏密又兼受源自各部密續的三昧耶戒。
另外，佛教中有“律宗”，因重视研习、传持戒律而得名，依《四分律》發展出南山律學，主張《四分律》形式雖屬聲聞乘，而內容可通菩薩乘，以求融會漢傳大乘佛教。漢地的禪宗寺院，為適應禪僧傳法和參禪的需要，還發展出《禪苑清規》《敕修百丈清規》《永平清規》等禪寺清規。

## 分述
最基础的佛教戒律称为“五戒十善”，核心内容是七佛通戒偈：“诸恶莫作，众善奉行，自净其意，是诸佛教。”这是入门者必须要学习的。

### 居士戒
- 三皈依：皈依佛，皈依法，皈依僧。“三皈依”，是正式的佛教徒必须承诺和亲自实践的。
- 五戒（在家生活）：不杀生，不偷盗，不邪淫，不妄语，不饮酒。
- 八关斋戒（一日一夜的出家生活）：除五戒外（不邪淫提升为不淫），还有：过午不食、不坐高廣大床、不打扮和享受歌舞。
- 十善：不杀生、不偷窃、不邪淫、不妄语、不两舌、不恶语、不绮语、不贪婪、不嗔怒、正见（不痴）。

### 出家戒
出家人戒律主要有沙弥沙弥尼十戒、比丘具足戒、菩萨戒。

#### 十戒
- 沙弥、沙弥尼十戒：正式出家而守持的戒律，开始学习远离世俗生活，主要是让年少、初出家的僧众学习[5]。
- 离杀生；
- 离不予取（离偷盗）；
- 离非梵行（离淫欲）；
- 离妄语；
- 离导致放逸原因的穀酒和果酒；
- 离非时食（离非時进食、过午不食）；
- 离跳舞、歌唱、音乐、观看戏剧；
- 离庄严（美丽）原因的花鬘、芳香（香水）、涂油、衣物、装饰品；
- 离坐卧高广大床（此床爲胡床，坐禅所用，非睡眠所用的床）[6]；
- 离接受、捉持金银（钱）。

#### 俱足戒
俱足戒是完整的出家戒律，唯有成年并符合若干条件者才有资格受戒。
- 比丘戒：从十戒延伸出的两百多条戒，涵盖了日常作息的细微层面。
- 比丘尼戒：从十戒延伸出的三百多条戒（北传五百多条戒），包括了女性特有问题的处理方法。

#### 菩薩戒
- 菩萨戒
- 三聚淨戒

## 有關評述
戒律是依據佛陀為榜樣而制定的，以便僧人能彷效佛陀的榜樣。僧侶信守戒條，可使心靈淨化，易於覺悟。佛陀提出戒律，不但為了促進僧人的善行，也為了使僧侶得到其他宗派人士尊敬。僧侶堅守戒律，可使僧侶和俗人建立更好關係，並促進僧伽內部的和諧、純潔和統一。

## 外部連結
- 曹仕邦：〈僧史所載中國沙門堅守戒規或天竺傳統的各類實例 （页面存档备份，存于）〉。
- 曹仕邦：〈從歷史與文化背景看佛教戒律在華消沉的原因 （页面存档备份，存于）〉。